# بوکاتینی

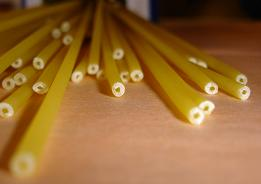
پاستای بوکاتینی

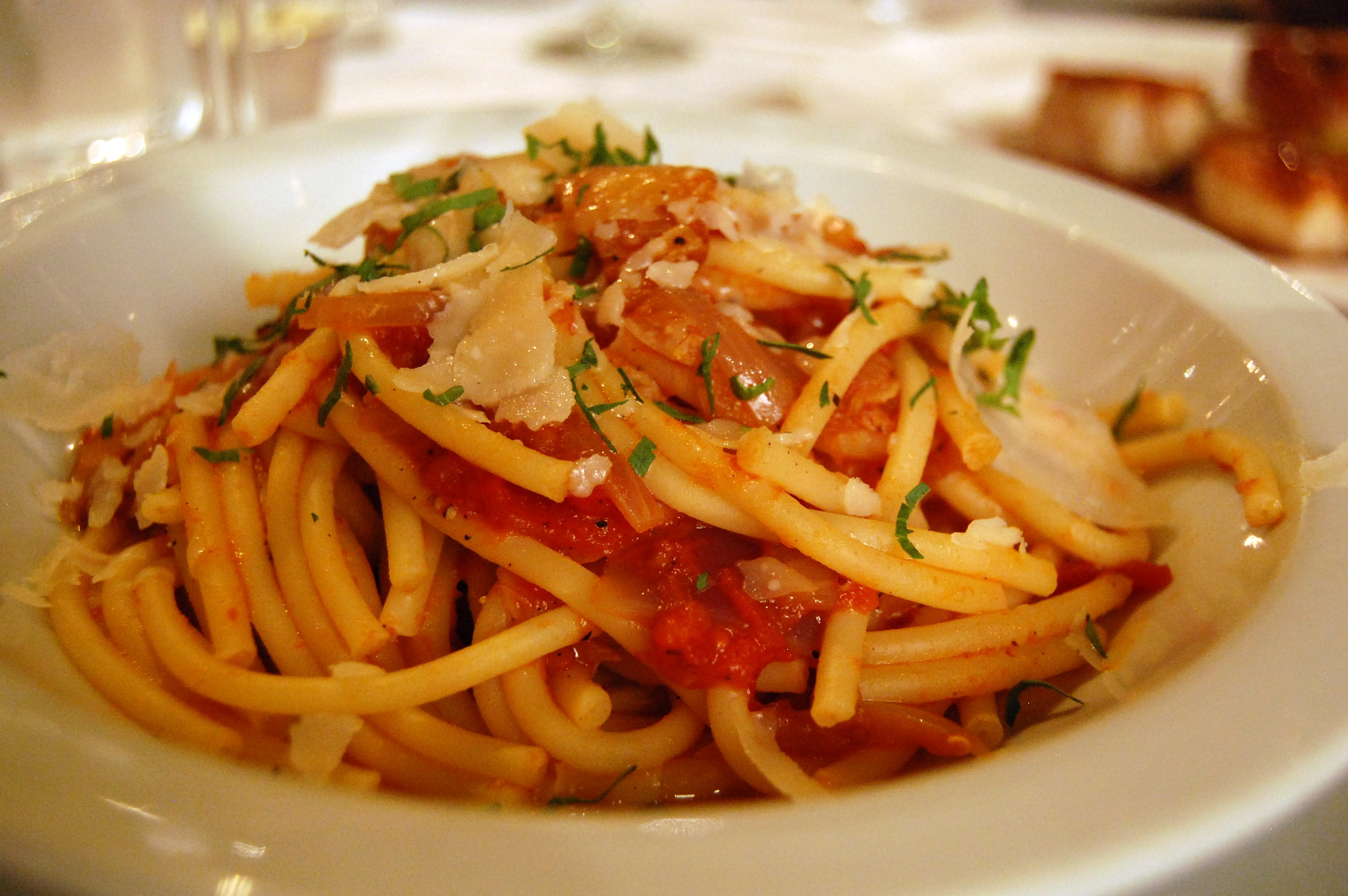
خوراک درست‌شده با پاستای بوکاتینی

بوکاتینی (به ایتالیایی: Bucatini) پاستایی ضخیم، اسپاگتی‌شکل و میان‌تهی است که به نی‌ای باریک شباهت داشته و از ترکیب آرد گندم دوروم با آب تهیه می‌شود. نام این پاستا برگرفته واژهٔ ایتالیایی búco به‌معنای «سوراخ» است و خود بوکاتینی از نظر لغوی به‌معنای «سوراخ‌شده» می‌باشد. اصطلاح بوکاتینی امروزه به پاستاهای خشک تولید کارخانه گفته می‌شود و پاستاهای تازه را بوکاتینو می‌نامند.
مدت زمان لازم برای پخت پاستای بوکاتینی بین ۹ تا ۱۳ دقیقه است.

## طرز تهیه
برای تولید پاستای بوکاتینی در کارخانجات، خمیر تهیه‌شده از آرد دوروم و آب را به‌شکل رشته‌هایی دراز و میان‌تهی درمی‌آورند که این سوراخ ممکن است قطری با اندازه‌های متفاوت داشته باشد. سپس پاستای به‌دست‌آمده را در آب‌نمک فراوان می‌جوشانند.
برای تهیهٔ این پاستا به‌شکل سنتی و تازه که در این روش پاستای تولیدی، بوکاتینو نامیده می‌شود تکه‌ای از خمیر را برداشته، آن را بر روی نی بوریا یا چوبی صاف و هموار لوله کرده و سپس در آب‌نمک می‌جوشانند.

## مصرف
پاستای بوکاتینی معمولاً به‌تنهایی همراه با انواع سس‌های محلی خورده می‌شود. همچنین اندازه‌های بزرگتر آن را شکسته و در سوپ‌ها استفاده می‌کنند یا اینکه آن را در فر می‌پزند.

## انواع دیگر
بوکاتونی (به ایتالیایی: Bucatoni) نوع دیگری از این پاستاست که از نظر ظاهری به بوکاتینی شباهت دارد اما به‌نسبت از آن ضخیم‌تر است.

## نگارخانه

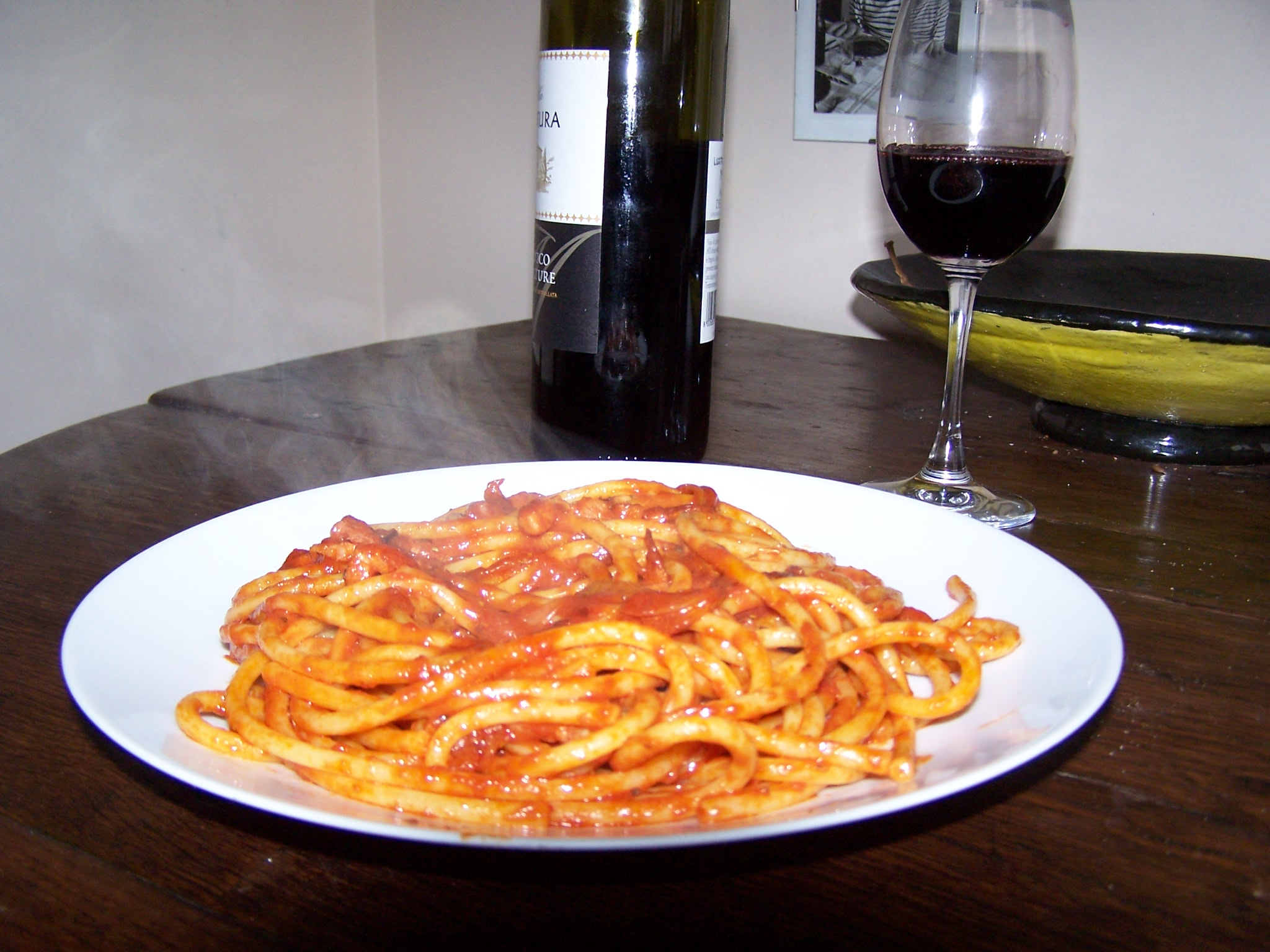